# 日正寺 (赤磐市)
日正寺（にっしょうじ）は、岡山県赤磐市苅田にある日蓮宗の寺院。山号は帝釈山。旧本山は岡山日應寺、達師法縁(繁珠会)。　

## 歴史
真光寺の隠居所が起源。しかし寛文年間に真光寺は廃寺、隠居所のみが残った。その後日応寺の出張所となり、最正院庵寺と称した。昭和25年（1950年）大野学正が赴任、昭和28年（1953年）5月16日から現在の寺号を公称した。

## 境内
境内には天保12年（1841年）銘の石碑、安永4年（1775年）の年記がある題目石がある。明治35年（1902年）には帝釈堂が、昭和34年（1959年）には庫裏が、昭和42年（1967年）4月には本堂が作られた。

## 歴代
- 正明院日珠